# Culla (romanzo)
Culla (Cradle) è un romanzo di fantascienza scritto da Gentry Lee e Arthur C. Clarke, pubblicato nel 1988. 

## Trama
Nel 1994 un nuovo tipo di missile messo a punto dai marines scompare poco dopo il lancio di test, contemporaneamente la giornalista Carol Dawson inizia a notare comportamenti insoliti delle balene al largo di Key West, decide di indagare sul mistero, intuendo una correlazione tra i due fatti. Carol assolda Nick Williams e Jefferson Troy, due marinai proprietari di una barca, per intraprendere una missione esplorativa ne golfo del Messico. Durante un'esplorazione subacquea rinviene un misterioso artefatto dall'origine non chiara. 

## Edizioni
- Arthur C. Clarke, Gentry Lee, Culla, La Scala, Rizzoli, 1989,  p. 364, ISBN 8817672734.
- Arthur C. Clarke, Gentry Lee, Culla, Euroclub, 1990,  p. 336.